# Радовичи (Хърватия)
Радовичи (на хърватски: Radovčići) е село в Хърватия, разположено в община Конавле, Дубровнишко-неретванска жупания. Намира се на 220 метра надморска височина. Населението му според преброяването през 2011 г. е 228 души. При преброяването на населението през 1991 г. има 243 жители, от тях 238 (97,94 %) хървати, 2 (0,82 %) черногорци и 3 (1,23 %) неизвестни.

## Население
Численост на населението според преброяванията през годините:
- 1857 – 356 души
- 1869 – 383 души
- 1880 – 399 души
- 1890 – 396 души
- 1900 – 394 души
- 1910 – 383 души
- 1921 – 359 души
- 1931 – 370 души
- 1948 – 346 души
- 1953 – 335 души
- 1961 – 303 души
- 1971 – 288 души
- 1981 – 254 души
- 1991 – 243 души
- 2001 – 228 души
- 2011 – 228 души